# Бомон
Бомон (на френски: Beaumont) е град в Югозападна Белгия, окръг Тюен на провинция Ено. Населението му е около 6700 души (2006).